# Campionati del mondo di ciclismo su strada 2016 - Cronometro femminile Junior
La cronometro femminile Junior dei Campionati del mondo di ciclismo su strada 2016 si svolse il 10 ottobre 2016 in Qatar, con partenza ed arrivo a Doha, su un percorso totale di 13,7 km. La medaglia d'oro fu vinta dall'olandese Karlijn Swinkels con il tempo di 18'21"77 alla media di 44,76 km/h, l'argento dall'italiana Lisa Morzenti e la bronzo dalla francese Juliette Labous.
Partenza ed arrivo per 40 cicliste.

## Classifica (Top 10)
| Pos. | Corridore          | Squadra     | Tempo    |
| ---- | ------------------ | ----------- | -------- |
| 1    | Karlijn Swinkels   | Paesi Bassi | 18'21"77 |
| 2    | Lisa Morzenti      | Italia      | a 7"35   |
| 3    | Juliette Labous    | Francia     | a 21"35  |
| 4    | Skylar Schneider   | Stati Uniti | a 30"03  |
| 5    | Hannah Arensman    | Stati Uniti | a 34"05  |
| 6    | Franziska Brauße   | Germania    | a 34"26  |
| 7    | Simone Eg          | Danimarca   | a 38"41  |
| 8    | Alessia Vigilia    | Italia      | a 42"13  |
| 9    | Madeleine Fasnacht | Australia   | a 43"60  |
| 10   | Elena Pirrone      | Italia      | a 43"67  |